# Trey Parker
Randolph Severn Parker III, detto Trey, noto anche con lo pseudonimo di Juan Schwartz (Conifer, 19 ottobre 1969), è un regista, sceneggiatore, attore e produttore cinematografico e televisivo statunitense, noto ai più per essere, assieme a Matt Stone, il creatore della celebre serie animata South Park. Sempre insieme a Matt Stone, è membro dei DVDA.

## Biografia

### Le origini e gli esordi
Trey Parker nasce da Randy e Sharon Parker; questi nomi sono stati utilizzati come nomi dei genitori di Stan Marsh, uno dei quattro protagonisti della serie che ha reso celebre Parker, South Park. Parker frequenta la West Jefferson Junior High School e la Evergreen High School, entrambe a Evergreen, nel Colorado; successivamente si immatricola al Berklee College of Music a Boston, prima di trasferirsi alla University of Colorado di Boulder, ed è qui che incontra per la prima volta Matt Stone. All'università studia per diventare compositore di colonne sonore cinematografiche e segue lezioni sulla realizzazione di film: inizia in questo periodo a realizzare i suoi primi corti d'animazione, tra cui The Spirit of Christmas: Jesus vs. Frosty (1992), che descriveva uno scontro fra Gesù e Frosty, un pupazzo di neve.
Il primo lungometraggio di Parker è Cannibal! The Musical, girato a partire dalla primavera del 1993 e distribuito dalla celebre casa cinematografica indipendente Troma tre anni dopo, a partire dal 1996. Questo film causerà l'espulsione di Parker dall'università per via delle troppe assenze, necessarie al completamento del film, che narra la storia di un cercatore d'oro, Alferd Packer, costretto al cannibalismo da una tormenta di neve che elimina tutti i suoi compagni di spedizione e lo lascia solo e senza viveri. Nonostante il fatto sia vero (Packer fu il primo uomo processato per cannibalismo in America), Parker lo trasforma in un bizzarro e irriverente musical, tipico del suo originale senso dell'umorismo.
Nel 1995 l'allora produttore della Fox Brian McGraden commissiona a Parker e Stone un corto basato su uno dei loro lavori universitari: nasce così The Spirit of Christmas: Jesus vs. Santa, ed è considerato l'idea base da cui più tardi sfocerà South Park. Infatti, nel corto compaiono le prime versioni di Cartman, Stan, Kyle e Kenny, i quattro bambini protagonisti della serie. Jesus vs. Santa narra lo scontro tra Gesù e Babbo Natale, scaturito da una disputa sul vero senso del Natale (concetto che poi tornerà anche in una delle puntate di South Park).

### Gli altri film e il successo
Il 1997 è l'anno della svolta per Parker: non soltanto gira il film Orgazmo, storia di un mormone che a causa di svariate circostanze si ritrova a diventare una pornostar, ma il 13 agosto di quell'anno va in onda per la prima volta, sul canale satellitare Comedy Central, South Park, a tutt'oggi uno degli show di maggior successo tra quelli proposti dal canale. Nel 1998 Parker, Stone e Dian Bachar appaiono nel film Baseketball, storia di un bizzarro sport (un misto di basket e baseball) nato per scherzo da un gruppo di amici e diventato un successo di portata nazionale: a differenza di tutti gli altri, il film non è diretto da Parker ma da David Zucker, noto per la serie de Una pallottola spuntata.
Nel 1999 esce nei cinema South Park - Il film: più grosso, più lungo & tutto intero, un musical basato sulla serie animata, che detiene il record per il maggior numero di oscenità pronunciate in un film animato. Una delle canzoni del film, Blame Canada, scritta da Parker e Marc Shaiman, concorre al titolo di "miglior canzone originale" ai premi Oscar 2000, premio vinto poi da Phil Collins per una delle canzoni della colonna sonora del film Disney Tarzan. Il 2001 è l'anno di That's My Bush!, la parodia delle sitcom basata sulla figura del presidente George W. Bush, durata però una sola stagione (otto episodi in tutto) a causa degli alti costi di produzione e la bassa audience.
Team America: World Police è l'ultima fatica cinematografica del duo Parker-Stone: un film interamente realizzato con marionette (al contempo tributo e parodia della celebre serie TV Thunderbirds) che narra di un commando di super-esperti americani votati a sconfiggere il terrorismo internazionale. Il film è uscito nelle sale nell'ottobre del 2004. Il 9 settembre 2005 Parker e Stone hanno firmato un contratto con Comedy Central che impone ai due di realizzare altri 42 episodi (tre stagioni) di South Park nei prossimi tre anni; ciò ha permesso che South Park continuasse almeno fino al 2009 (poi il contratto è stato allungato), e che Parker continuasse a sceneggiare, dirigere e montare ogni episodio come ha sempre fatto. Inoltre, in un'intervista, Parker e l'amico Matt Stone hanno annunciato che la serie continuerà fino al 2019.
Nel 2017 dà la voce a Balthazar Bratt, l'antagonista principale del film Cattivissimo me 3. 

### Teatro
Parker e Stone hanno collaborato con il compositore di Avenue Q, Robert Lopez, per realizzare un musical sui mormoni; questo musical, debuttato a Broadway nel 2011, si intitola The Book of Mormon e facevano parte del cast originale Andrew Rannells e Josh Gad. Il musical ha vinto nove Tony Awards.

## Filmografia

### Regista, sceneggiatore e attore

#### Cinema
- Cannibal! The Musical (1993)
- Orgazmo (1997)
- South Park - Il film: più grosso, più lungo & tutto intero (1999)
- Team America: World Police (2004)

#### Televisione
- Time Warped (1995) - 2 episodi (co-diretta con Matt Stone)
- South Park (1997 - in corso) - 309 episodi
- Sassy Justice (2020) - 12 episodi
- South Park: Post Covid (2021)
- South Park: Post Covid: The Return of Covid (2021)

#### Cortometraggi
- Giant Beavers of Southern Sri Lanka (1989)
- The Spirit of Christmas: Jesus vs. Frosty (1992)
- American History (1992)
- Your Studio and You (1995)
- The Spirit of Christmas: Jesus vs. Santa (1995)
- For Goodness Sake II (1996)

### Solo sceneggiatore
- That's My Bush! (2001) - 8 episodi

### Solo attore
- Baseketball (1998), regia di David Zucker
- Revenge of the Roadkill Rabbit (1999) - cortometraggio
- Terror Firmer (1999), regia di Lloyd Kaufman
- Run Ronnie Run (2002), regia di Troy Miller
- Tales from the Crapper (2004), regia di Gabriel Friedman, Chad Ferrin, Dave Paiko, Brian Spitz e Lloyd Kaufman

### Solo doppiatore
- Tallica Parking Lot (2013), regia di Juno John Lee - cortometraggio
- Cattivissimo me 3 (2017), regia di Pierre Coffin e Kyle Balda
- The Shivering Truth (2018) - 2 episodi

## Doppiatori italiani
Nelle versioni in italiano dei suoi film, Trey Parker è stato doppiato da:
- Nanni Baldini in Baseketball

Da doppiatore è sostituito da:
- Nanni Baldini in South Park, South Park - Il film: più grosso, più lungo & tutto intero (Stan Marsh), Team America (Carson)
- Davide Albano in South Park, South Park: Scontri Di-retti (Stan Marsh ridoppiaggio)
- Roberto Gammino in South Park, South Park - Il film: più grosso, più lungo & tutto intero (Eric Cartman)
- Francesca Vettori in South Park, South Park: Scontri Di-retti (Eric Cartman ridoppiaggio, Mrs. Choksondik ridoppiaggio)
- Sergio Di Stefano in South Park (Randy Marsh 1º voce, Dio, Dott. Doctor)
- Mauro Magliozzi in South Park (Randy Marsh 2º voce)
- Oliviero Cappellini in South Park (Randy Marsh ridoppiaggio, Ned Gerblansky ridoppiaggio, Pompadour ridoppiaggio)
- Sergio Graziani in South Park (Marvin Marsh)
- Gianni Gaude in South Park (Marvin Marsh ridoppiaggio, Dio ridoppiaggio, Dr. Alphonse Mephesto ridoppiaggio, Satana ridoppiaggio, Babbo Natale ridoppiaggio)
- Walter Rivetti in South Park, South Park: Scontri Di-retti (Kevin McCormick ridoppiaggio, Mr. Garrison ridoppiaggio, Clyde Donovan ridoppiaggio, Agente Barbrady ridoppiaggio)
- Gianfranco Miranda in South Park (Stephen "Chris" Willis Stotch)
- Roberto Mare in South Park (Stephen "Chris" Willis Stotch ridoppiaggio 1º voce, Timmy ridoppiaggio 1º voce, Harrison Yates 1º voce)
- Osmar Santucho in South Park (Stephen "Chris" Willis Stotch ridoppiaggio 2º voce, Timmy ridoppiaggio 2º voce, Tuong Lu Kim, Preside PC, Harrison Yates 2º voce)
- Angelo Nicotra in South Park, South Park - Il film: più grosso, più lungo & tutto intero (Mr. Garrison)
- Neri Marcorè in South Park, South Park - Il film: più grosso, più lungo & tutto intero (Mr. Mackey)
- Renato Novara in South Park (Mr. Mackey ridoppiaggio, Mr. Hankey ridoppiaggio, Pete Thelman ridoppiaggio)
- Rita Savagnone in South Park (Mrs. Choksondik)
- Vittorio Stagni in South Park (Clyde Donovan)
- Claudio Fattoretto in South Park, South Park - Il film: più grosso, più lungo & tutto intero (Ned Gerblansky)
- Dario Penne in South Park (Agente Barbrady)
- Cesare Barbetti in South Park (Dr. Alphonse Mephesto)
- Simone Mori in South Park, South Park - Il film: più grosso, più lungo & tutto intero (Pompadour)
- Roberto Chevalier in South Park (Mr. Hankey)
- Massimo Pizzirani in South Park, South Park - Il film: più grosso, più lungo & tutto intero (Satana)
- Sandro Iovino in South Park (Babbo Natale)
- Manuela Tamietti in South Park (Kyle Schwartz)
- Roberto Draghetti in South Park (Panda delle molestie sessuali)
- Nino Prester in South Park - Il film: più grosso, più lungo & tutto intero (Ministro canadese)
- Davide Lepore in Team America (Joe)
- Roberto Pedicini in Team America (Kim Jong II)
- Massimiliano Alto in Team America (Gary Johnston)
- Leo Gullotta in Team America (Hans Blix)
- Ambrogio Colombo in Team America (Tim Robbins)
- Alessandra Korompay in Team America (Susan Sarandon)
- Massimo Rossi in Team America (Sean Penn)
- Massimo Bitossi in Team America (Michael Moore)
- Carlo Valli in Team America (Martin Sheen)
- Roberta Greganti in Team America (Helen Hunt)
- Mino Caprio in Team America (ubriaco nel bar)
- Paolo Ruffini in Cattivissimo me 3 (Balthazar Bratt)